# Music for Museum
Music for Museum est un album studio du groupe Air qui a été enregistré à la suite d'une commande pour le Palais des Beaux-Arts de Lille dans le cadre de leur projet de Musée Ouvert. Il a été publié le 26 juin 2014 en version limitée sur support vinyle uniquement. Seuls 1000 exemplaires de l'album ont été produits. Cet album a été pressé en double face sur du vinyle transparent.

## Liste des pistes
Toutes les chansons sont écrites et composées par Air.
| 1.    | Land Me                    | 8:13  |
| 2.    | Reverse Bubble             | 7:21  |
| 3.    | The Dream of Yi            | 5:27  |
| 4.    | Angel Palace               | 10:42 |
| 5.    | Art Tatoo                  | 15:46 |
| 6.    | Kiss Volcano               | 3:34  |
| 7.    | Integration Desintegration | 8:42  |
| 8.    | Octogum                    | 4:50  |
| 9.    | North Cloud                | 4:23  |
| 68:58 |                            |       |